# Друри, Добени
Добени Дрю Друри (англ. Daubeney Drue Drury; 14 марта 1888, Сиденхем-Хилл — 18 апреля 1946, Нассау) — британский фехтовальщик-шпажист. Участник летних Олимпийских игр 1928 года.

## Биография
Добени Друри родился 14 марта 1888 года в районе Сиденхем-Хилл британского города Лондон.
Выступал в соревнованиях за Лондонский фехтовальный клуб. Был фехтовальщиком-левшой. В 1911 году победителем юниорского чемпионата Великобритании в личном турнире шпажистов, в котором участвовали спортсмены, не выигравшие наград на национальном уровне. Никогда не был чемпионом страны среди взрослых спортсменов, но дважды участвовал в финальных этапах чемпионатов 1927 и 1928 годов.
В составе сборной Великобритании дважды участвовал в международном Кубке по фехтованию на шпагах в Париже в 1925 и 1927 годах и один раз в матче против сборной Португалии в Лиссабоне в 1928 году.
В 1928 году вошёл в состав сборной Великобритании на летних Олимпийских играх в Амстердаме. В командном турнире шпажистов сборная Великобритании, за которую также выступали Чарльз Биско, Берти Чилдс и Мартин Холт,  в группе 1/8 финала проиграла Швейцарии — 1:14 и победила Норвегию — 9:6.
Умер 18 апреля 1946 года в багамском городе Нассау.